# Editorial UOC
L'Editorial UOC és una editorial fundada a Barcelona el 1995. Part de la Universitat Oberta de Catalunya, publica llibres principalment de divulgació i assaig dels àmbits de la comunicació i l'educació. El seu catàleg disposa de més de 4.900 títols, dels quals 1.600 són en format físic i 3.300 en format digital.
Va néixer el 1995 sota la direcció d’Isaias Táboas. Al 2004 el doctor Lluís Pastor va assumir-ne la direcció, ampliant considerablement el nombre de publicacions. Va mantenir el càrrec fins al 2020, quan Ciro Llueca, fou nomenat director de l’editorial.
A data 2023 tenia diverses col·leccions en curs: Filmografias Esenciales, llibres de to divulgatiu amb filmografies bàsiques sobre gèneres, moviments cinematogràfics i temes d'interès social, cultural o acadèmic; Dircom Textos d’anàlisis sobre la comunicació a les organitzacions; EPI i EPI Scholar llibres sobre temes actuals de l'àmbit de la gestió de la comunicació i la informació; Manuals orientats a estudiants; i Laboratori d'Educació social: Llibres de butxaca de caràcter divulgatiu sobre temes actuals d'educació social. És membre del Gremi d'Editors de Catalunya i de la Unió d'Editorials Universitàries Espanyoles.

## Premis i reconeixements
L’Editorial UOC ha obtingut els següents premis i reconeixements:
- Premi Napolitan Victory 2020 a Millor llibre de comunicació política per l'obra Soñar a destiempo. Candidatos a la presidencia de Estados Unidos que allanaron el camino a Obama, d'Isabel García-Ajofrín.[6]
- Premi Nacional d'Edició Universitària 2021 per l'obra Max Aub/Buñuel. Todas las conversaciones (2 vols.), editat per Jordi Xifra[7]
- Premi al millor llibre de comunicació política 2022 als Reed Latino Awards per l'obra Joe Biden el último en pie, d'Isabel García-Ajofrín[8]
- Premi del Gremi d'Editors de Catalunya pels 25 anys de l’Editorial UOC.[9]

També ha rebut el Segell de qualitat en edició acadèmica atorgat per FECYT, ANECA i UNE per la col·lecció DIRCOM (2018).